# Konia
Konia és un gènere de peixos pertanyent a la família dels cíclids que es troba a Àfrica.

## Taxonomia
- Konia dikume (Trewavas, 1972)[3]
- Konia eisentrauti (Trewavas, 1962)[4]